# Zygmunt Suchcicki
Zygmunt Suchcicki – polski lekkoatleta specjalizujący się w chodzie sportowym.

## Życiorys
Reprezentował barwy AZS Warszawa.
Zdobywał tytuł wicemistrza Polski w chodzie w 1923 i w 1924.